# NGC 5463B
NGC 5463B је елиптична галаксија у сазвежђу Волар која се налази на NGC листи објеката дубоког неба.
Деклинација објекта је + 9° 21' 42" а ректасцензија 14h 6m 12,5s. Привидна величина (магнитуда) објекта NGC 5463 износи 15,0 а фотографска магнитуда 16,0.